# Патруши (Свердловская область)
Патруши́ — село в Сысертском районе Свердловской области России. Входит в Сысертский муниципальный округ.
Ранее было центром Патрушевского сельсовета Сысертского района.

## География
Село Патруши расположено вдоль реки Арамилки, в 10 километрах к юго-востоку от Екатеринбурга по Челябинскому тракту, вплотную к городу Арамиль, к западу от последнего. Река Арамилка образует в черте села два небольших пруда: Старый и Новый. Ближайшие населённые пункты: город Арамиль, посёлок Большой Исток и село Бородулино — вместе с Патрушами образуют единую планировочную структуру — «микро-агломерацию» в составе большой Екатеринбургской агломерации.
Часовой пояс
Патруши, как и вся Свердловская область, находится в часовой зоне МСК+2. Смещение применяемого времени относительно UTC составляет +5:00.

## История
Село Патруши в 1675—1676 годах было частью Арамильской слободы. Дома крестьян, как и сейчас, располагались на берегах реки Арамилки. Основным занятием жителей было земледелие. После постройки в 1704 году Уктусского завода крестьяне стали приписными. В 1720 году на Урал приехал В. Н. Татищев вместе с берг-штейгером Иваном Патрушевым. Он руководил Уктусским заводом, поэтому крестьяне и стали зваться Патрушевыми, впоследствии это прозвище стало фамилией. По его фамилии было названо село и река в Екатеринбурге, протекающая в районе Уктуса.
До 1920-х годов село входило в состав Арамильской волости.
В августе 1983 года по итогам Всероссийского совещания по комплексной застройке сёл Патруши попали в областную программу создания образцовых сельских посёлков. Тогда началось 2 проекта: «Экспериментальный посёлок Балтым» и «Экспериментальный посёлок в селе Патруши»
Современная черта села установлена 27 марта 2006 года.

## Население
| 2002 | 2010  | 2021  |
| ---- | ----- | ----- |
| 2857 | ↗3274 | ↗4129 |

Структура
По данным Всероссийской переписи населения 2002 года, национальный состав Патрушей следующий: русские — 82 %, удмурты — 11 %, татары — 3 %. По данным переписи населения 2010 года, в селе проживали 1531 мужчина и 1743 женщины.

## Экономика

### Промышленность
Основным предприятием села является ЗАО «Агрофирма „Патруши“», входящая в агрохолдинг «УГМК-Агро» (торговая марка «Здорово!»). Также есть предприятия ООО «УЭК» и ООО «ПараДОкс».

### Транспорт
Село Патруши имеет регулярное автобусное сообщение с Екатеринбургом, Сысертью и Арамилью.

## Инфраструктура
В селе Патруши есть православный приход и заложен храм Святой Равноапостольной Княгини Ольги.
Село имеет развитую инфраструктуру: дом культуры с библиотекой, школу, небольшой стадион, имеется аптека, работает сельская поликлиника (общая врачебная практика) и станция скорой помощи, есть отделения почты и Сбербанка.
В Патрушах находится научно-клинический центр «Медицинские технологии», а также современный спортивный комплекс.

## Достопримечательности
Памятник советскому лётчику-испытателю Г. Я. Бахчиванджи (расположен недалеко от места падения самолёта Би-1 при лётных испытаниях которого и погиб Г. Я. Бахчиванджи)